# Ровдо Віктор Володимирович
Віктор Володимирович Ро́вдо (біл. Віктар Уладзіміравіч Роўда; нар. 10 листопада 1921 — 18 листопада 2007) — білоруський хоровий диригент, народний артист СРСР (1990), народний артист Білорусі, кандидат мистецтвознавства.

## Життєпис
Народився у місті Сморгонь (Гродненська область). 1939 року закінчив Вільнюську духовну семінарію. У 1951 поступив у Вільнюську консерваторію, з якої був виключений на 4-му курсі за керування церковним хором, проте через рік був відновлений і закінчив її 1956 року. Стажувався в аспірантурі при московській консерваторії у Олександра Свєшнікова.
З 1956 — художній керівник Державної академічної хорової капели Бєларусі. Паралельно викладав в Білоруській консерваторії (з 1964 — професор). З 1965 очолював академічний хор Білоруського телебачення і радіо. Провідне місце в його творчості займала літургійна музика, за що був удостоєний орденом кн. Данила Московського.